# Balachowskyacris robertsi
Balachowskyacris robertsi är en insektsart som beskrevs av Marius Descamps 1976. Balachowskyacris robertsi ingår i släktet Balachowskyacris och familjen gräshoppor. Inga underarter finns listade i Catalogue of Life.